# Metón-ciklus
A Metón-ciklus csillagászati fogalom, 19 évből áll, ami után a Hold fázisa az évnek ugyanarra a napjára esik. I. e. 433 körül tette közzé Metón görög csillagász. Tőle függetlenül a babiloni csillagászatban is ismert volt.

## Ismertetése
A ciklus magyarázata, hogy 235 holdhónap hossza majdnem pontosan megegyezik 19 szoláris évvel (napév). 235 holdhónap hossza 6939,689 nap, a 19 tropikus év pedig 6939,602 nap. A két hossz közti különbség 87 ezred nap, azaz mindössze 2 óra.
Metón a 19 éves időszakot úgy osztotta fel, hogy 12 db 12 hónapos év volt benne, és 7 db 13 hónapból álló.
A Metón-ciklus pontosított változata 76 éves kallipposzi ciklus, ami a nap- és holdévek szinkronizálását is figyelembe veszi, és a holdfogyatkozások időpontját is ki lehetett számítani vele.

## Alkalmazása
A Metón-ciklust a babilóniaiak és az ókori görögök is a naptár kiigazítására használták, és alapot adott a középkortól kezdve a keresztény húsvétszámításhoz is. Ismert volt az ókori kínai naptárban, és jelenleg is használatban van a zsidó naptárban.
Nem kizárt, hogy a polinéz asztronómusok számára is ismert volt, akik más népektől teljesen függetlenül fedezték fel. Számításukat pedig ugyanazok a célok motiválhatták mint magát Metónt.